# Mundo dos Super-Heróis
Mundo dos Super-Heróis é uma revista mensal informativa sobre Histórias em Quadrinhos e Super-heróis em geral, Criada em  julho de 2006 e publicada pela Editora Europa. A revista ganhou 3 vezes o Troféu HQ Mix, em 2007, 2008 como melhor publicação sobre quadrinhos e em 2011, desta vez na categoria como melhor mídia de quadrinhos.

## Histórico da Publicação
A revista foi idealizada pelo editor Manoel de Souza, em meados da década de 1980, Manoel produzia fanzines, em março de 1994 Manoel começou a trabalhar na Editora Europa, onde editou diversas revistas como a Natureza.
Em 2003, Manoel convenceu os diretores da Europa a criar uma edição especial da Revista dos Curiosos (criação de Marcelo Duarte responsável pelo O Guia dos Curiosos) sobre cultura pop, a revista seria chamada de SuperGibi, depois mudada para Mundo Pop, porém a Revista dos Curiosos foi cancelada e o projeto da revista foi descontinuado.
No ano seguinte, o editor lançou o livro Loucuras das Séries de TV pela Panda Books, o livro teve uma boa repercussão na mídia, Manoel chegou a participar do Programa do Jô da Rede Globo.
Em 2006, Manoel convenceu a Editora Europa a lançar uma revista especial sobre o Superman, por conta do lançamento do filme Superman Returns de Bryan Singer, entretanto o projeto sofreu mudanças por questões de direitos autorais, assim em Julho do mesmo ano saiu a primeira edição da revista Mundo dos Super-Heróis contendo um dossiê sobre o Superman e matérias sobre outros super-heróis.
Em outubro do mesmo ano, foi lançada a segunda edição da revista, com um dossiê dedicado ao Homem-Aranha, diferente da primeira edição que trazia uma foto do ator Brandon Routh (astro do filme Superman Returns), a segunda edição trouxe uma capa desenhada pelo brasileiro Renato Guedes (desenhista que havia desenhado quadrinhos baseados na série de TV Smallville).
A quinta edição (dedicada ao Quarteto Fantástico e publicada em Julho de 2007) publicou uma matéria sobre o quadrinista Gedeone Malagola, na Edição #8 (Janeiro de 2008), Gedeone passou a ser colaborador da revista, Malagola viria a falecer em Setembro do mesmo ano. A revista publicou o último texto do quadrinista na décima quarta edição em Janeiro de 2009, essa edição também marcou mudanças editorais, a revista passou ganhou 26 páginas a mais (passando de 84 para 100 páginas) e passou a ser impressa uma papel de gramatura maior.
Em dezembro de 2010 ganhou uma versão digital compatível com os dispositivos iPad, iPhone e iPod, foram digitalizadas a edições 8 a 24 ao preço de US$ 0,99 na Apple Store.
A partir da edição 26 (março/abril de 2011), a revista deixou ser uma publicação exclusivamente dedicada a quadrinhos de super-heróis e passou a se uma revista sobre cultura pop, entretanto, os super-heróis ainda ocupam a maior parte da revista, nessa mesma edição foi publicado um dossiê sobre a série de televisão Smallville (série baseada nas histórias quadrinhos do Superman e do Superboy) e na edição seguinte (Junho de 2011), sobre o quadrinista e empresário Mauricio de Sousa.
Assim como na primeira edição, a capa da edição 26 e da edição 28, trouxe fotos de Tom Welling e Chris Evans, o primeiro protagonista da série Smallville e o segundo do filme Capitão América: O Primeiro Vingador, contudo a edição 27, sobre o quadrinista Mauricio de Sousa teve capa desenhada por Vitor Cafaggi.
Em maio de 2019, após, 110 edições, Manoel de Souza deixou de ser editor da revista para cuidar de sua própria editora chamada Heroica, no seu lugar entrou o jornalista Gustavo Vícola, que atuou na revista entre 2012 e 2017, quando entrou para a Panini Comics e editou revistas da DC Comics como Batman, Detective Comics e Liga da Justiça.

### Spin-offs
O sucesso da revista gerou obras derivadas, os livros da coleção "Biblioteca Mundo dos Super-Heróis". Em Setembro de 2009 foi lançado o primeiro livro da coleção: "Super-Heróis no Cinema e nos Longas-Metragens da TV", escrito por André Morelli, formado em história, André é redator da revista
Em abril de 2010, Morelli escreveu outro livro: "Super-Heróis nos Desenhos Animados". Em Julho do mesmo ano, foi lançado um novo livro: "Vampiros na Cultura Pop", escrito por Manoel de Souza, Maurício Muniz e outros colaboradores. Em Agosto de 2013, a editora lança a revista, "Mundo Nerd", dedicada a cultura pop.